# Arktički krug
Arktički krug ili Sjeverni polarni krug najsjeverniji je od 5 najvažnijih apstraktnih krugova, odnosno paralela na Zemlji. 
Arktički krug označava južnu granicu područja u kojem najmanje jedan dan tijekom godine sunce uopće na zalazi, tijekom ljetnog solsticija. Ta pojava naziva se polarni dan i izraženija je (po broju takvih dana) što je mjesto sjevernije, tj. bliže Sjevernom polu. Analogno tome, tijekom godine dogodi se bar jedan dan kada sunce uopće ne izlazi, što se dogodi tijekom zimskog solsticija, kada se javlja polarna noć. I u ovom slučaju, dužina kontinuirane noći povećava se kako se približavamo sjeveru i to tako da na početku Arktičkog kruga polarna noć traje jedan dan, a na Sjevernom polu šest mjeseci.
Ekvivalent Arktičkom krugu je Antarktički krug, gdje vlada isto pravilo, s tim kada je unutar Arktičkog kruga polarna noć unutar Antarktičkog kruga je polarni dan i obrnuto. 
Položaj Arktičkoga kruga nije fiksan. Od 6. lipnja 2017. godine, nalazi se na 66°33'42,2" sjeverno od ekvatora. Njegova geografska širina ovisi o stupnju Zemljinoga nagiba, koji varira unutar granica od 2°, tijekom razdoblja od 40.000 godina, zbog plimne sile zbog orbite Mjeseca. Shodno tome, Arktički krug pomiče se prema sjeveru brzinom od oko 15 metara godišnje.